# Детермінізм

Детерміні́зм (лат. determinare — «визначити», «обмежити») — це термін для метафізичного погляду на те, що весь світ, зокрема з людиною та всіма діями, визначені у певний спосіб. Однак це залежить від різних чинників, як от спадковість і довкілля, а також від інших властивостей об'єктів. Тому людина не має свободи волі. Хоча детермінізм часто розглядається як протилежність свободі волі, філософи стверджують, що ці концепції сумісні. Детермінізм — це теоретичний підхід до причинно-наслідкових зв'язків.
Сьогодні ця теорія часто пов'язується з міркуванням, що це визначення є фізичним, а не теологічним. Отже, не Бог чи норни визначали головні чи другорядні лінії в житті людини; фізичні закони визначають кожну деталь. Слід зазначити, що згідно з квантовою механікою фізики, незрозуміло, чи є Всесвіт детермінованим. До того ж, наука та математика ґрунтуються на базових припущеннях (аксіомах), які вважаються істинними та складають основу більшої системи теорем. Водночас, у природничих науках можна лише надати доводи про те, що наукова гіпотеза чи теорія є неправильною. Це означає, що в даний час (2022 рік) неможливо ані довести, ані спростувати, якщо Всесвіт детермінований.
Однак розгляд детермінізму у фізичному контексті (природний детермінізм) є переважно тенденцією останніх часів, тоді як раніше в історії можна було радше сприймати світ відповідно до різних форм релігійного детермінізму. Разом з тим очевидно, що людина завжди була схильна тлумачити світ, як вираження причинно-наслідкового зв'язку або форму необхідності.
Вирізняють економічний детермінізм (за яким суспільно-класова позиція визначається матеріальними відносинами), ідеологічний детермінізм (за яким домінантні ідеї неминуче долають будь-які конкурентні теорії), технологічний детермінізм (за яким соціальні наслідки таких мас-медіа, як, наприклад, телебачення, мають лінійний і легко передбачуваний характер).
Детермінізм — філософське вчення про загальну об'єктивну зумовленість явищ природи, суспільства та людської психіки, зокрема волі, внаслідок причинності, тобто такого зв’язку явищ, за якого одне явище (причина) за певних умов, породжує інше (дію). Це точка зору, згідно з якою, всі події визначаються раніше існуючими причинами. Зокрема, детерміністичний підхід відстоює діалектичний матеріалізм.
Відповідно до різних галузей знань, загальні принципи детермінізму спеціалізуються: фізичний детермінізм, органічний детермінізм, соціальний детермінізм тощо.
На принципі детермінізму ґрунтується діалектико-матеріалістичне вчення про активно-практичну чинність людини та її свободу.

## Релігійний детермінізм
Релігійний детермінізм робить божественні сили відповідальними за те, що відбувається у світі. Різновидом такого способу мислення є астрологія, де міркування про свободу волі людини, спростовується через задум про те, ніби положення небесних тіл, визначає нашу долю. Були також деякі детерміністські риси християнства, оскільки Бог має всемогутність і всезнання, що є вираженням його провидіння, тож він передбачив усі події у світі, і в певному сенсі, також визначив їх. Однак, багато відомих мислителів у християнстві вважали, що задум про всемогутність Бога сумісний зі свободою волі — наприклад, Фома Аквінський — отож вони підтримують точку зору, яка називається компатибілізмом. Але не всі так думають. Мартін Лютер відомий тим, що рішуче заперечував те, що людина повинна мати справжню свободу волі, і в такий спосіб створював благодатний ґрунт для вчення про приреченість, де спасіння чи загибель окремої людини, вже визначені Богом наперед.

## Природний детермінізм
Жоден фізик не може досліджувати, чи є Всесвіт детермінованим, оскільки фізика, за визначенням, завжди може мати справу лише з емпіричною частиною Всесвіту, і часто лише з тією, яка є причинно-наслідковою. Тож, статистичні закони квантової механіки також, є лише законами того, наскільки ймовірним щось є, і не можуть мати справу з власне випадком. Однак до появи квантової теорії багато хто вважав, що Всесвіт також можна обчислити до найдрібніших деталей, але він рухався, серед іншого, Нільс Бор знав про «велике розчарування» Альберта Ейнштейна.
Слід зазначити, що хоча квантова теорія знає, серед іншого, Нільс Бор вважав, ніби він відкинув, що за квантовими явищами повинні бути приховані детермінанти, але це метафізичне твердження, яке неможливо встановити дослідно. Сучасна теорія хаосу вказує на «Те, що зараз лежить перед нами, — це опис, який перебуває десь між переданими образами детермінованого світу та довільним світом чистої випадковості».

## Політичний детермінізм
У політичній філософії детермінізм — це термін для політичних ідеологій, які стверджують, що хід історії є наперед визначеним. Це припущення зустрічається особливо в марксистській теорії, де з часом відбулася внутрішня суперечка щодо «правильної доктрини». Детерміністер стверджує, що концепція Карла Маркса про диктатуру пролетаріату означає соціальний розвиток, який є неминучим, тоді як інше крило марксизму стверджує, що класова боротьба є динамічними відносинами між капіталістами та робітниками, результат яких не визначений заздалегідь.
Домарксистський детермінізм ототожнював причинність з необхідністю, заперечував випадковість, що призводило до фаталізму, імовірність розглядав поза детермінізмом, статистичні зв'язки протиставляв матеріальній детермінації явищ.
Марксистські філософи вважали, що метафізичний детермінізм виявився неспроможним пояснити природні та соціальні явища.

### Діалектико-матеріалістичний підхід
Діалектико-матеріалістичний детермінізм виходить з визначення багатоманітності відношень детермінації. Його зміст поряд з положенням про причинність розкривається в категоріях взаємозв'язок, взаємодія, абсолютне і відносне, необхідність і випадковість, закон, умова, можливість і дійсність, підстава і наслідок.

## Біологічний детермінізм
Біологічний детермінізм має справу з еволюцією видів, яка є детермінованою, не потребуючи такої фізики в цілому. Прикладом біологічного детермінізму може бути твердження про те, що всі види мають потенціал досягти рівня інтелекту, подібного до людського, але що траєкторія руху кожної частинки у Всесвіті не є наперед визначеною. Біологічний детермінізм пов'язаний з теорією еволюції.

## Детермінізм лінгвокультурний
У комунікативній лінгвістиці — визначеність чинників комунікативного акту в міжмовній і міжкультурній комунікації лінгвістичними (засоби мовного коду і закони їхньої організації) і відповідними культурними (традиції, звичаї, усталені норми, схеми спілкування тощо) впливами.
Детермінологізація (лат. de… — префікс на позначення відокремлення, віддалення, припинення, відміну + термінологізація) — втрата терміном своїх дефінітивних і системних характеристик і перехід терміна до складу загальновживаних слів, що супроводжується втратою зв'язку зі спеціальним (науковим) поняттям і набуттям нового значення, здебільшого метафоричного, наприклад: екологія мови, екологія почуття, інфраструктура життя, інфузорія почуття, синдром недовіри та ін.